# 製飾頭骨
製飾頭骨是近年在考古學上的一大發現。大約在1950年代，考古學家在當時還屬於約旦的耶利哥遺址發掘出一個有9000年歷史的製飾頭骨。頭骨利用石膏，重塑死者的臉容及鼻子。而它的眼睛，則取自數天路程外的紅海海邊的貝殼。後來，考古學家又發現世界其他地方亦可以找到類似的裝飾頭骨。當中，大部份都在中東發現，但亦有遠至烏克蘭的頭骨。